# Diocèse de Glasgow et de Galloway
Le diocèse de Glasgow et de Galloway est au Royaume-Uni, un diocèse de l'Église épiscopalienne écossaise.
La cathédrale diocésaine est celle de Sainte-Marie de Glasgow.